# Capela de Nossa Senhora Mãe dos Homens de Ouro Branco
A Capela de Nossa Senhora Mãe dos Homens, localizada na cidade de Ouro Branco, Minas Gerais, é registrada como patrimônio histórico pela Prefeitura do Município, por meio da Secretaria Municipal de Cultura e Patrimônio Histórico, e pelo Conselho Municipal de Políticas Culturais. Trata-se de uma construção modesta datada da segunda metade do século XIX, caracterizada por sua simplicidade tanto na aparência externa quanto interna.

## História
O histórico da construção mostra que a capela era subordinada à Igreja Matriz de Nossa Senhora da Conceição e foi objeto de proteção por parte do município, por meio do processo de Tombamento Municipal efetuado em 17 de março de 1998. Esse tombamento abrange não somente a capela em si, mas também todo o seu conjunto arquitetônico e paisagístico, incluindo o largo, a escadaria e a praça adjacente localizada atrás da capela.
A capela é uma construção pequena, porém muito simbólica e imponente, situada em um ponto alto da cidade, muito próxima de todo o fluxo do centro histórico. Antigamente, era frequentemente utilizada para a realização de pequenos batizados e missas, enquanto as grandes festividades aconteciam na já inaugurada Igreja Matriz de Santo Antônio, na Praça Santa Cruz.

## Arquitetura
Inicialmente construída em madeira, a capela recebeu tijolos de adobe entre os séculos XIX e XX, um material mais resistente que não alterou seu traçado arquitetônico ou sua estrutura original. Em seu interior, o altar único apresenta elementos característicos da primeira fase do Barroco, estilo "Nacional Português", e guarda uma imagem alusiva a Santa Ana, mãe de Nossa Senhora (Placa localizada na Capela).
Ao longo dos anos, a Capela passou por diversas restaurações, sendo a mais recente datada de 2020, quando a Secretaria de Cultura e Patrimônio Histórico da Prefeitura de Ouro Branco, em colaboração com o Conselho Municipal de Política Cultural, realizou trabalhos de drenagem e renovação da área circundante. O entorno costumava ser utilizado como estacionamento por muitos moradores, mas após a restauração, esse uso foi proibido.